# Gebruiker
Een gebruiker is iemand die iets gebruikt of zich van iets bedient. De betekenis van het woord hangt af van de context waarin het wordt gebezigd.
Het woord gebruiker wordt ook in enkele specifieke betekenissen gebruikt:
- Voor personen die de inhoud van gegevensverzamelingen en de bijbehorende applicaties van een informatiesysteem gebruiken. Dit is een letterlijke vertaling van de Engelse term user.
- Voor gebruikers van verslavende middelen, in het bijzonder alcohol en andere drugs.
- Voor gebruikers van algemene voorwaarden, zoals gehanteerd in artikel 231 in boek 6 van het Nederlandse Burgerlijk Wetboek.[1] Hierbij is de gebruiker het bedrijf en een wederpartij een klant die een dienst of product afneemt.
- Voor gebruikers van werktuigen inclusief bijvoorbeeld fietsen
- Voor gebruikers van een voorziening zoals huurtoeslag
- Voor weggebruikers (van wegen, fietspaden of andere infrastructuur)

Bij de ontwikkeling of productie van producten en diensten wordt ook wel de term eindgebruiker gebruikt. De eindgebruiker van een product of dienst is de uiteindelijke consument van dat product of die dienst.